# Plochozemě: román mnoha rozměrů
Plochozemě: román mnoha rozměrů (anglicky Flatland: A Romance of Many Dimensions nebo jen Flatland) je satirický román Edwina Abbotta Abbotta z roku 1884. Autor pod pseudonymem „A Square“ („Čtverec“) popisuje dvojrozměrný svět Plochozemi na němž komentuje hierarchii Viktoriánského období.
Popularita Plochozemě vzrostla s příchodem moderní science fiction v padesátých letech dvacátého století, a to především mezi fanoušky science fiction a kyberpunku. Novela inspirovala vznik mnoha dalších děl, včetně knižních pokračování a krátkometrážních snímků.